# Наде Проева
Наде Проева (на македонска литературна норма: Наде Проева) е историчка от Северна Македония.

## Биография
Родена е на 9 септември 1949 година в Ресен, тогава в Югославия. В родния си град завършва средно образование. Завършва антична археология в 1973 година във Философския факултет в Белград с тезата си „Четири непубликувани късноантични некропола от околностите на Прилеп“. От 1 декември 1973 до 1 март 1975 година работи като куратор в Народния музей в Прилеп. През юни 1978 година във Философския факултет на Белградския университет защитава магистерската теза „Типология на надгробните паметници в югославския част в римската провинция Македония“, а през декември 1992 година и докторската теза „Влияние на заселниците на развитието на културните прилики в римската провинция Македония“. От 1979 до 1981 година специализира в Сорбоната, където получава диплома за задълбочени проучвания от областите епиграфика, нумизматика и религия.
На 1 март 1984 година е става преподавател във Философския факултет в Института за история в Скопския университет. Преподава история на стария век, а от 1993 г. е доцент в същия университет.
Нейният научен интерес предимно е насочен към историята на Антична Македония и със своите научни трудове допринася за развитието на историческата наука, особено в частта за древността.
Наде Проева е носителка на Орден „Академични палми“ (Chavalier de palmes academiques) от правителството на Република Франция.

## Научни трудове
- „Студии за античките Македонци“ (1997)
- „Историја на Аргеадите“ (2004)
- „Александар Македонски: живот и дело“ (2012)